# 15a etapa del Tour de França de 2015
La 15a etapa del Tour de França de 2015 es disputà el diumenge 19 de juliol de 2015 sobre un recorregut de 183 km entre les viles franceses de Mende i Valença.
El vencedor de l'etapa fou l'alemany André Greipel (Lotto Soudal), en la que era la seva tercera d'etapa en aquesta edició, i fou seguit per John Degenkolb (Team Giant-Alpecin) i Alexander Kristoff (Team Katusha) en la segona i tercera posició. En la general no hi hagué cap canvi a l'espera de les etapes decisives del Tour.

## Recorregut

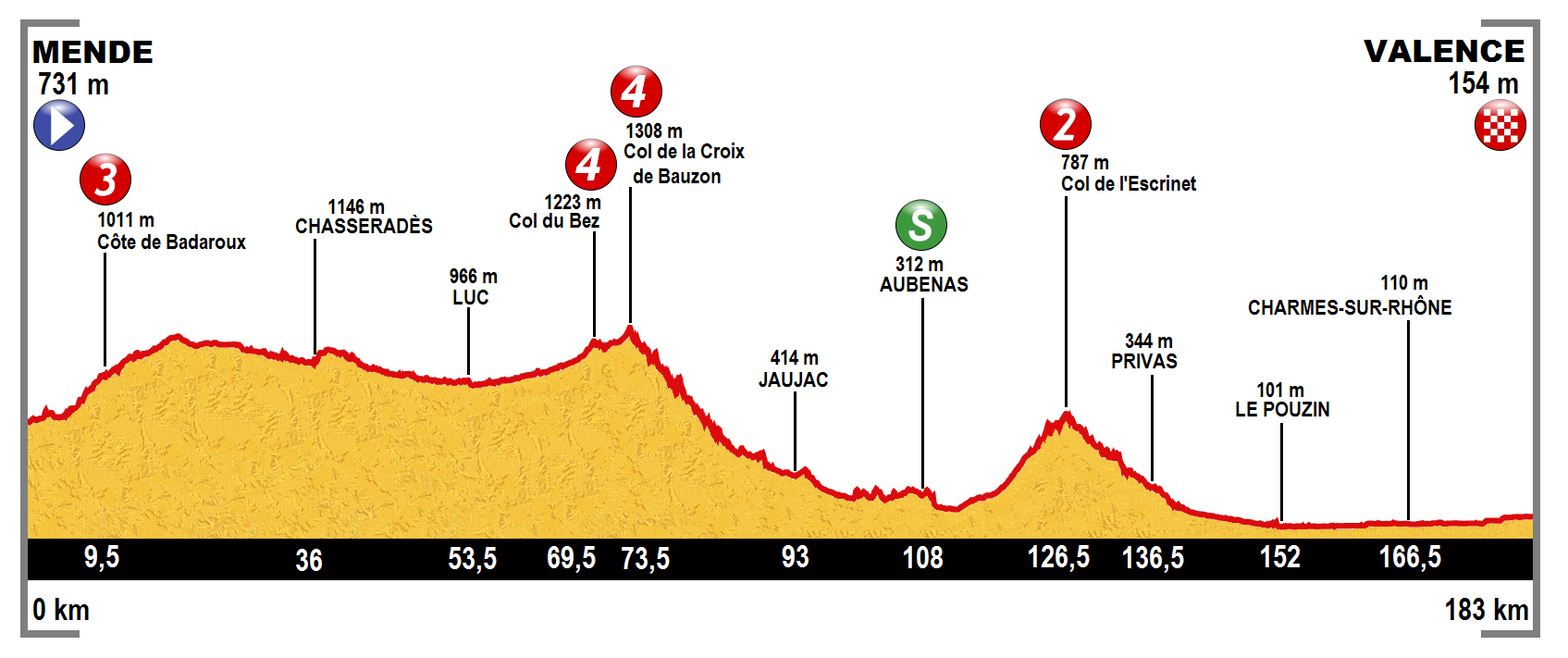
Recorregut de la 15a etapa

Nova etapa de mitja muntanya a través dels departaments de Lozère, Ardecha i Droma, amb un port de tercera només iniciar-se l'etapa (km 10) i uns primers quilòmetres força complicats fins al quilòmetre 73, quan hauran coronat dues petites cotes de quarta categoria consecutives que donen pas a un llarg descens fins a Aubenàs (km 108), on es disputa l'esprint del dia. Poc després comença l'ascensió al coll de l'Ecrinet, de segona, que es corona a 57 quilòmetres de l'arribada. Els darrers quilòmetres, totalment plans, segueixen la vall del Roina.

## Desenvolupament de l'etapa

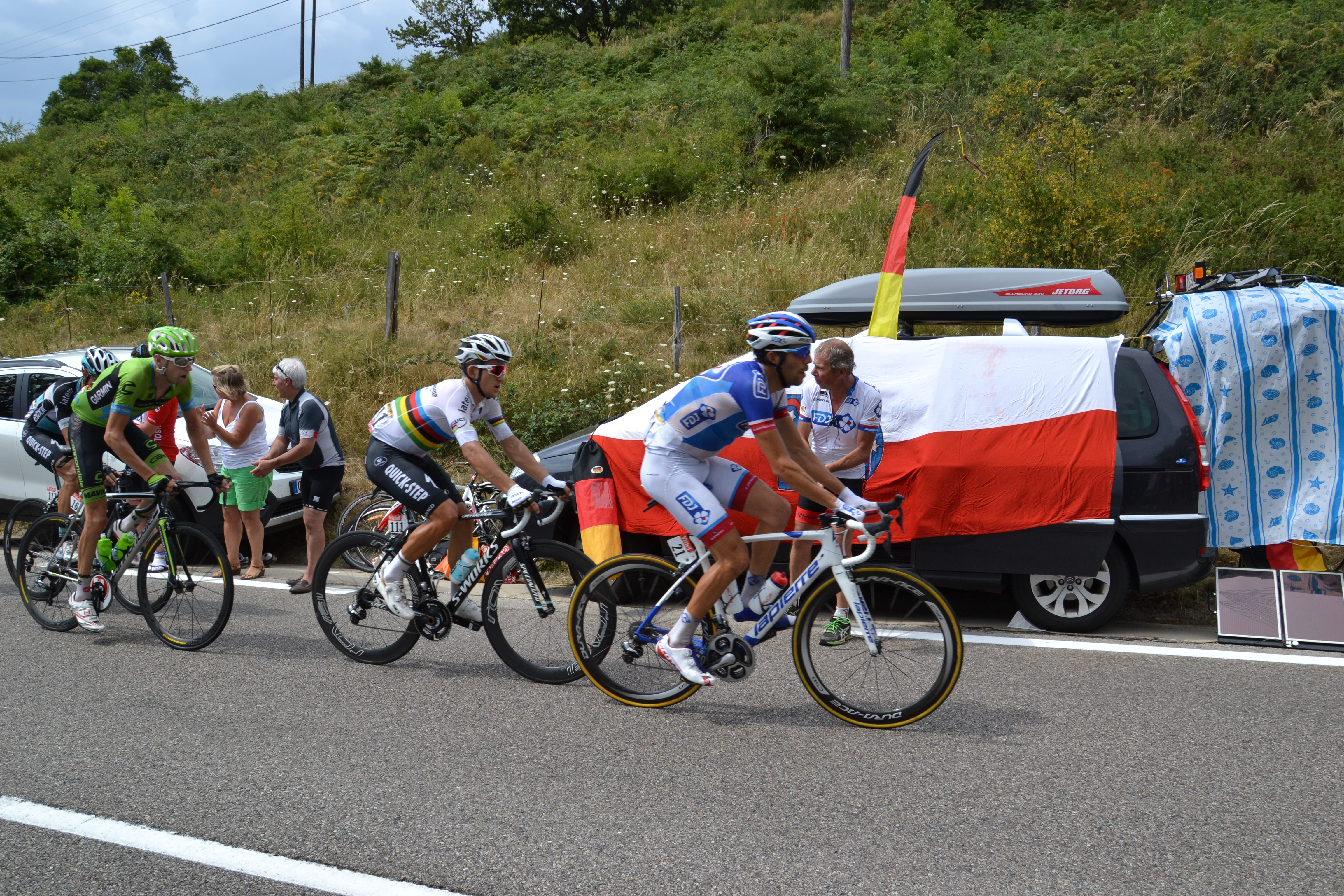
Pas dels escapats pel coll de l'Escrinet, amb Thibaut Pinot, Michał Kwiatkowski i Ryder Hesjedal.

El primer grup d'escapats de l'etapa va estar compost per 27 ciclistes, però després de l'ascensió a la cota de Badarosc, al quilòmetres 35, sols 9 es mantingueren al capdavant: Thibaut Pinot, Peter Sagan, Michael Rogers, Lars Bak, Simon Geschke, Adam Yates, Michał Kwiatkowski, Matteo Trentin i Ryder Hesjedal. Aquest grup mantingué dos minuts de diferència respecte a un gran grup encapçalat pels homes del Team Katusha que treballaven pel seu esprintador, Alexander Kristoff. Peter Sagan passà en primera posició per l'esprint d'Aubenàs (km 108), augmentant la seva diferència al capdavant de la classificació per punts. John Degenkolb fou l'home que donà pas al gran grup en aquest punt.
Després del pas per la principal dificultat muntanyosa del dia, el coll de l'Escrinet, el gran grup mantenia un retard d'un minut i mig. A manca de 40 quilòmetres Matteo Trentin atacà en el grup capdavanter i sols fou seguit per Ryder Hesjedal. Ambdós continuaren plegats l'escapada durant uns quants quilòmetres, mentre els altres set ciclistes eren neutralitzats pel gran grup. A manca de 30 quilòmetres la parella capdavantera també veié finalitzar les esperances d'arribar en solitari a meta. A manca de 3 quilòmetres, Zdeněk Štybar intentà l'aventura en solitari, però els equips dels esprintadors tenien la cursa llançada i fou neutralitzat poc després. En l'esprint final l'alemany André Greipel (Lotto Soudal s'emportà la victòria, per davant de John Degenkolb (Team Giant-Alpecin) i Alexander Kristoff (Team Katusha).

## Resultats

### Classificació de l'etapa
|    | Ciclista                   | Equip                        | Temps      |
| -- | -------------------------- | ---------------------------- | ---------- |
| 1  | André Greipel (GER)        | Lotto Soudal                 | 3h 56' 35" |
| 2  | John Degenkolb (GER)       | Team Giant-Alpecin           | m. t.      |
| 3  | Alexander Kristoff (NOR)   | Team Katusha                 | m. t.      |
| 4  | Peter Sagan (SVK)          | Team Tinkoff-Saxo            | m. t.      |
| 5  | Edvald Boasson Hagen (NOR) | MTN Qhubeka                  | m. t.      |
| 6  | Ramunas Navardauskas (LTU) | Cannondale-Garmin            | m. t.      |
| 7  | Christophe Laporte (FRA)   | Cofidis                      | m. t.      |
| 8  | Michael Matthews (AUS)     | Orica-GreenEDGE              | m. t.      |
| 9  | Davide Cimolai (ITA)       | Lampre-Merida                | m. t.      |
| 10 | Florian Vachon (FRA)       | Bretagne-Séché Environnement | m. t.      |

### Punts atribuïts
| 1r  | Peter Sagan (SVK)        | Team Tinkoff-Saxo   | 20 pts |
| 2n  | Michael Rogers (AUS)     | Team Tinkoff-Saxo   | 17 pts |
| 3r  | Thibaut Pinot (FRA)      | FDJ                 | 15 pts |
| 4t  | Michał Kwiatkowski (POL) | Etixx-Quick Step    | 13 pts |
| 5è  | Matteo Trentin (ITA)     | Etixx-Quick Step    | 11 pts |
| 6è  | Simon Geschke (GER)      | Team Giant-Alpecin  | 10 pts |
| 7è  | Ryder Hesjedal (CAN)     | Cannondale-Garmin   | 9 pts  |
| 8è  | Adam Yates (GBR)         | Orica-GreenEDGE     | 8 pts  |
| 9è  | Lars Bak (DEN)           | Lotto Soudal        | 7 pts  |
| 10è | John Degenkolb (GER)     | Team Giant-Alpecin  | 6 pts  |
| 11è | André Greipel (GER)      | Lotto Soudal        | 5 pts  |
| 12è | Tim Wellens (BEL)        | Lotto Soudal        | 4 pts  |
| 13è | Laurent Didier (LUX)     | Trek Factory Racing | 3 pts  |
| 14è | Roy Curvers (NED)        | Team Giant-Alpecin  | 2 pts  |
| 15è | Giampaolo Caruso (ITA)   | Team Katusha        | 1 pt   |

| 1r  | André Greipel (GER)        | Lotto Soudal                 | 50 pts |
| 2n  | John Degenkolb (GER)       | Team Giant-Alpecin           | 30 pts |
| 3r  | Alexander Kristoff (NOR)   | Team Katusha                 | 20 pts |
| 4t  | Peter Sagan (SVK)          | Team Tinkoff-Saxo            | 18 pts |
| 5è  | Edvald Boasson Hagen (NOR) | MTN Qhubeka                  | 16 pts |
| 6è  | Ramūnas Navardauskas (LTU) | Cannondale-Garmin            | 14 pts |
| 7è  | Christophe Laporte (FRA)   | Cofidis                      | 12 pts |
| 8è  | Michael Matthews (AUS)     | Orica-GreenEDGE              | 10 pts |
| 9è  | Davide Cimolai (ITA)       | Lampre-Merida                | 8 pts  |
| 10è | Florian Vachon (FRA)       | Bretagne-Séché Environnement | 7 pts  |
| 11è | Jarlinson Pantano (COL)    | IAM Cycling                  | 6 pts  |
| 12è | Jan Bakelants (BEL)        | AG2R La Mondiale             | 5 pts  |
| 13è | Paul Voss (GER)            | Bora-Argon 18                | 4 pts  |
| 14è | Paul Martens (GER)         | Team LottoNL-Jumbo           | 3 pts  |
| 15è | Bryan Coquard (FRA)        | Team Europcar                | 2 pt   |

### Ports de muntanya
| 1r | Serge Pauwels (BEL) | MTN Qhubeka           | 2 pts |
| 2n | Lieuwe Westra (NED) | Astana Qazaqstan Team | 1 pt  |

| 1r | Thibaut Pinot (FRA) | FDJ | 1 pt |

| 1r | Michael Rogers (AUS) | Team Tinkoff-Saxo | 1 pt |

| 1r | Thibaut Pinot (FRA)      | FDJ               | 5 pts |
| 2n | Ryder Hesjedal (CAN)     | Cannondale-Garmin | 3 pts |
| 3r | Michał Kwiatkowski (POL) | Etixx-Quick Step  | 2 pts |
| 4t | Matteo Trentin (ITA)     | Etixx-Quick Step  | 1 pt  |

## Classificacions a la fi de l'etapa

### Classificació general
|    | Ciclista                 | Equip                 | Temps       |
| -- | ------------------------ | --------------------- | ----------- |
| 1  | Chris Froome (GBR)       | Team Sky              | 59h 58' 54" |
| 2  | Nairo Quintana (COL)     | Movistar Team         | + 3' 10"    |
| 3  | Tejay van Garderen (USA) | BMC Racing Team       | + 3' 32"    |
| 4  | Alejandro Valverde (ESP) | Movistar Team         | + 4' 02"    |
| 5  | Alberto Contador (ESP)   | Team Tinkoff-Saxo     | + 4' 23"    |
| 6  | Geraint Thomas (GBR)     | Team Sky              | + 4' 54"    |
| 7  | Robert Gesink (NED)      | Team LottoNL-Jumbo    | + 6' 23"    |
| 8  | Vincenzo Nibali (ITA)    | Astana Qazaqstan Team | + 8' 17"    |
| 9  | Tony Gallopin (FRA)      | Lotto Soudal          | + 8' 23"    |
| 10 | Bauke Mollema (NED)      | Trek Factory Racing   | + 8' 53"    |

### Classificació per punts
|   | Ciclista             | Equip             | Punts |
| - | -------------------- | ----------------- | ----- |
| 1 | Peter Sagan (SVK)    | Team Tinkoff-Saxo | 360   |
| 2 | André Greipel (GER)  | Lotto Soudal      | 316   |
| 3 | John Degenkolb (GER) | Etixx-Quick Step  | 264   |

### Classificació de la muntanya
|   | Ciclista                | Equip                 | Punts |
| - | ----------------------- | --------------------- | ----- |
| 1 | Chris Froome (GBR)      | Team Sky              | 61    |
| 2 | Joaquim Rodríguez (CAT) | Team Katusha          | 52    |
| 3 | Jakob Fuglsang (DEN)    | Astana Qazaqstan Team | 41    |

### Classificació del millor jove
|   | Ciclista             | Equip              | Temps       |
| - | -------------------- | ------------------ | ----------- |
| 1 | Nairo Quintana (COL) | Movistar Team      | 60h 02' 04" |
| 2 | Warren Barguil (FRA) | Team Giant-Alpecin | + 7' 53"    |
| 3 | Romain Bardet (FRA)  | AG2R La Mondiale   | + 10' 00"   |

### Classificació per equips
|    | Equip             | Temps        |
| -- | ----------------- | ------------ |
| 1r | Movistar Team     | 181h 14' 18" |
| 2n | Team Sky          | + 13' 39"    |
| 3r | Team Tinkoff-Saxo | + 30' 28"    |

## Abandonaments
- Sebastian Langeveld (NED) (Cannondale-Garmin). Abandona.[4]